# Albion (Schiff, 2003)
Die HMS Albion (L14) ist das erste von zwei neuen amphibischen Landungsschiffen (LPD) der britischen Royal Navy und das neunte Schiff dieses Namens. Sie gehört der nach ihr benannten Albion-Klasse an und ersetzte mit ihrem Schwesterschiff Bulwark die Landungsschiffe Intrepid und Fearless aus den 1960er-Jahren. Gebaut wurde die Albion in Barrow-in-Furness.

## Geschichte
Mitte der 1990er-Jahre benötigte die Royal Navy einen Ersatz für ihre veralteten Landungsschiffe HMS Intrepid und HMS Fearless. 1996 erteilte das Verteidigungsministerium dem Rüstungskonzern British Aerospace den Auftrag für die Konstruktion von zwei größeren und leistungsfähigeren Schiffen. 1998 begann man mit dem Bau der HMS Albion. Nach der Indienststellung 2003 absolvierte das Schiff bis zum April 2004 umfangreiche Tests in der Nordsee und im Atlantik. Dabei nahm es am Manöver Joint Winter 04 vor der Küste Norwegens teil, wobei es erstmals als Kommandozentrale und Landungsschiff agierte. Zudem nahm sie an zwei Manövern vor den Küsten der Vereinigten Staaten und Schottlands teil. Im November 2004 wurde sie an die Küste Westafrikas entsandt, um humanitäre Hilfe in der Elfenbeinküste zu leisten. Im Juli 2005 nahm sie an der International Fleet Review im Solent teil. Anfang 2006 fand in Rosyth eine erste Modernisierung der Kommando- und Kommunikationseinrichtungen statt. Ende 2006 agierte die HMS Albion als Flaggschiff eines Flottenverbandes von 13 Schiffen vor der Küste Westafrikas.
Das Schiff gehört gemäß den Vorgaben des im Oktober 2010 veröffentlichten neuen Weißbuches der Regierung inzwischen nur noch zur Reserveflotte und wird in einer Extended Readiness bereitgehalten. Im Jahr 2016[veraltet] soll sie im High Readiness Status zur Flotte zurückstoßen, wo sie ihr Schwesterschiff ersetzt.

## Konstruktion
Beim Bau der Albion-Klasse profitierte man von den Erfahrungen, die bereits mit der HMS Ocean gesammelt werden konnten. Hierdurch war es möglich, das Schiff weitgehend nach zivilen Standards zu bauen. Dieses reduzierte sowohl die Bau- wie auch die Betriebskosten erheblich. Zudem griff man bei der Konstruktion des Rumpfes auf das Design der Invincible-Klasse zurück. Zugunsten von kostengünstigeren und umweltschonenderen Elektromotoren, die von vier Dieselgeneratoren angetrieben werden, wurde die Höchstgeschwindigkeit auf 18 Knoten begrenzt.
Die Schiffe verfügen über Kapazitäten, um bis zu 660 zusätzliche Soldaten mitsamt Ausrüstung und 30 gepanzerte Fahrzeuge oder bis zu 6 Challenger 2 für Landeoperationen an Bord zu nehmen. Achtern befindet sich ein Welldeck, in dem die insgesamt vier Landungsboote beladen werden können. Zusätzlich verfügt die Klasse über ein 64 m langes und 28 m breites Helikopterdeck. Dieses kann gleichzeitig drei Transporthubschrauber aufnehmen. Zwar besitzen die Schiffe keinen Hangar, verfügen aber dennoch über Möglichkeiten, die Hubschrauber an Bord zu warten und reparieren.
Die Albion-Klasse verfügt über eine der weltweit modernsten mobilen Kommandozentralen. Von ihr aus können selbst größte militärische Operationen geleitet werden. Auch die Koordination von Soldaten anderer Nationen bei gemeinsamen Einsätzen ist möglich. Die Schiffe unterstützten die Flugzeugträger Queen Elizabeth und Prince of Wales auch als Kommandoschiff.
2025 wurde eine Absichtserklärung zum Verkauf an Brasilien unterzeichnet.